# Karlheinz Förster
Karlheinz Helmut Förster (nascut el 25 de juliol de 1958) és un exfutbolista alemany que jugava com a defensa central.